# Широчайшая мышца спины
Широчайшая мышца спины (лат. musculus latissimus dorsi) — поверхностная мышца, занимающая всю нижнюю часть спины, верхние пучки в начальной части прикрыты трапециевидной мышцей.

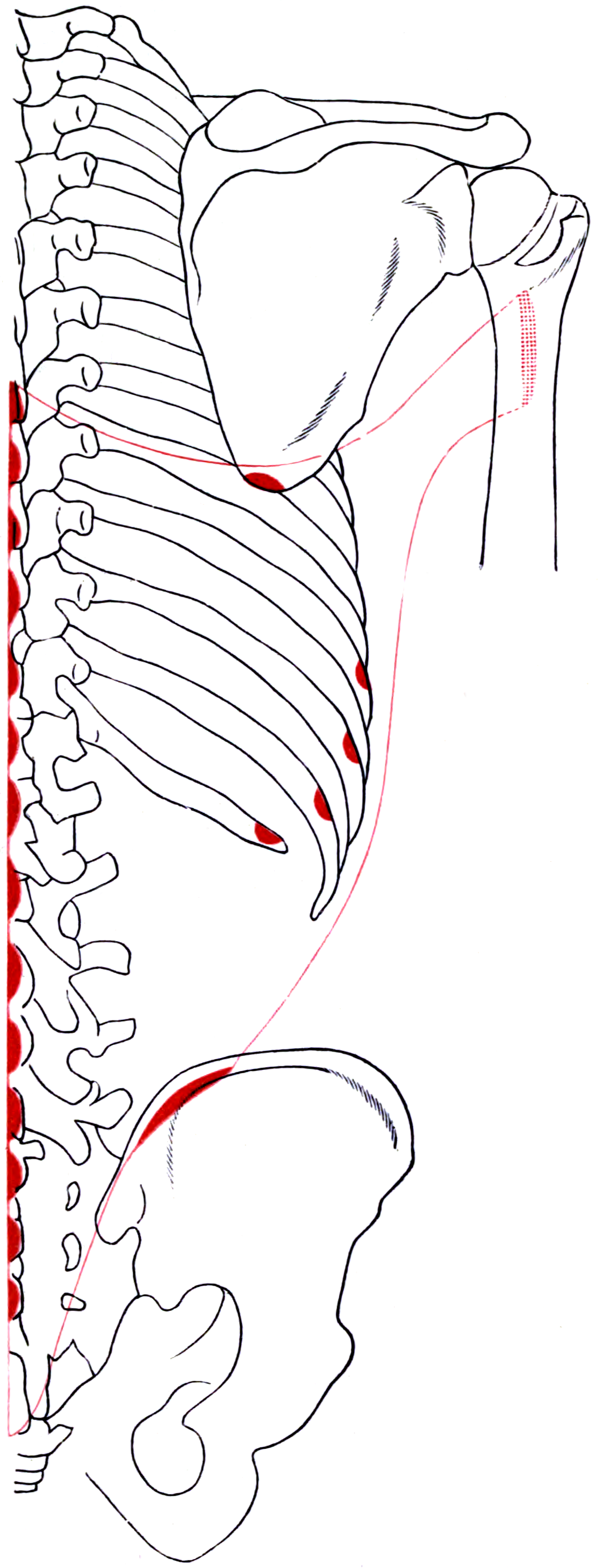
Места прикрепления и проекция расположения правой широчайшей мышцы спины

Берёт своё начало от остистых отростков последних грудных (4, реже 5—6), всех поясничных и крестцовых позвонков, от заднего отдела наружной губы подвздошного гребня, от поверхностного листка пояснично-грудной фасции и от четырёх нижних рёбер (четырьмя зубцами). В поясничной области широчайшие мышцы спины обеих сторон образуют обширный апоневроз, который сращён с пояснично-грудной фасцией. Верхние пучки идут латерально, нижние косо вверх и латерально, по ходу получает дополнительные пучки в виде 3—4 зубцов, прикрывает нижний угол лопатки и большой круглой мышцы (иногда получает дополнительный пучок от большой круглой мышцы). Затем, образуя заднюю стенку подмышечной полости, прикрепляется к гребню малого бугорка (лат. crista tuberculi minoris) плечевой кости.

## Функция
Приводит плечо к туловищу и тянет верхнюю конечность назад к срединной линии, вращая её внутрь — пронация. Если верхняя конечность закреплена, приближает к ней туловище и может расширять грудную клетку, служа вспомогательной дыхательной мышцей.
Мощное развитие мышцы филогенетически связывают с имевшим место у предков способом передвижения с помощью рук (брахиация), когда было необходимо передвигаться, подтягивая туловище и перебрасывая руки с ветки на ветку.

## Поясничный треугольник
Поясничный треугольник (лат. trigonum lumbale, петитов треугольник) ограничен сверху и медиально сухожильным пучком широчайшей мышцы спины, латерально задним краем наружной косой мышцы живота, снизу подвздошным гребнем, дном является внутренняя косая мышца живота. Является местом выхода поясничных грыж.